# Littérature romantique en anglais

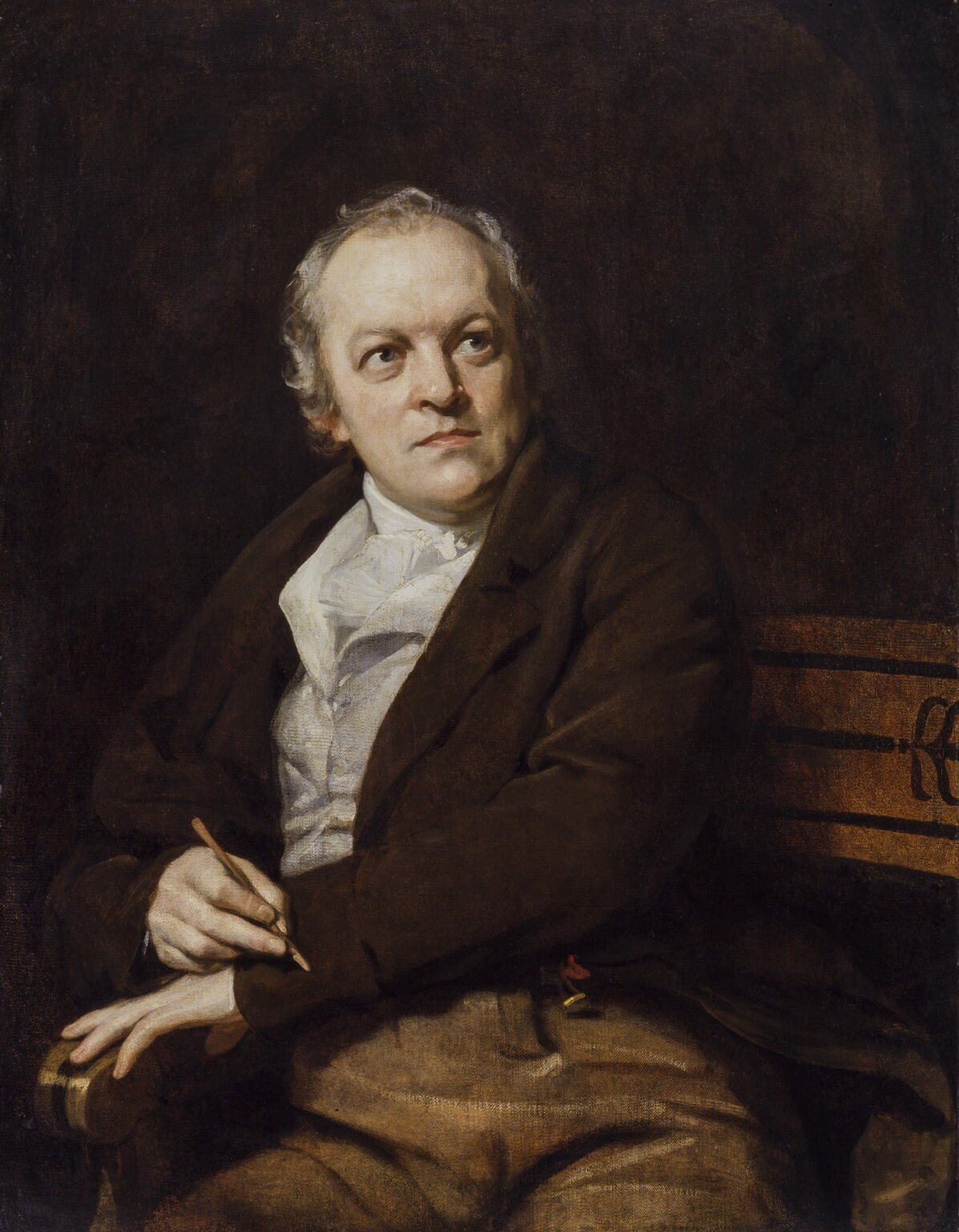
William Blake est considéré comme une figure marquante dans l'histoire de la poésie et des arts visuels de l'époque romantique.

Le romantisme est un mouvement artistique, littéraire et intellectuel qui est né en Europe vers la fin du XVIIIe siècle. Les érudits considèrent la publication des Ballades lyriques de William Wordsworth et de Samuel Coleridge en 1798 comme le début du mouvement, et le couronnement de la reine Victoria en 1837 comme sa fin. Le romantisme est arrivé plus tard dans d'autres parties du monde anglophone ; en Amérique, il est arrivé vers 1820.
La période romantique a été marquée par un changement social majeur en Angleterre, en raison du dépeuplement des campagnes et du développement rapide des villes industrielles surpeuplées qui ont eu lieu à peu près entre 1798 et 1832. Le mouvement de tant de personnes en Angleterre a été le résultat de deux forces : la révolution agricole, qui a impliqué des enclos qui ont chassé les travailleurs et leurs familles de la terre, et la révolution industrielle qui leur a fourni des emplois, "dans les usines et les moulins, exploités par des machines actionnées par la puissance de la vapeur". Le romantisme peut en effet être considéré en partie comme une réaction à la révolution industrielle, bien qu'il ait également été une révolte contre les normes sociales et politiques aristocratiques du siècle des Lumières, ainsi qu'une réaction contre la rationalisation scientifique de la nature. La Révolution française a également eu une influence particulièrement importante sur la pensée politique de nombreuses personnalités romantiques de l'époque.